# هيو غراهام ميلر
هيو غراهام ميلر (بالإنجليزية: Hugh Graham Miller)‏ هو أكاديمي بريطاني، ولد في 22 نوفمبر 1939.